# Whitwell (Yorkshire du Nord)
Pour les articles homonymes, voir Whitwell.
Whitwell est un village et une paroisse civile du Yorkshire du Nord, en Angleterre.